# Vincenzo Fantò
Vincenzo Fantò (Caulonia, 24 marzo 1945) è un politico italiano.

## Biografia
Esponente calabrese del PCI, viene eletto deputato della IX legislatura della Repubblica Italiana nel 1983, rimanendo in carica fino al termine della Legislatura nel 1987.

## Opere
- Mafia, poteri, democrazia, Gangemi Editore, 1992. ISBN 88-744-8428-3[1]